# Léopon
Pour les articles homonymes, voir Liard.
Parent mâle de l'hybridation 
  Panthera pardus 
×

Parent femelle de l'hybridation 
  Panthera leo 
Le Léopon est un félin hybride, produit du croisement entre un léopard mâle et une lionne. Le croisement d'un lion et d'un léopard femelle existe également, sous le nom de « lipard » ou « liard ». Ces hybridations se retrouvent principalement en captivité.

## Historique
Des naissances de léopons se sont produites dans des zoos japonais, indiens et allemands. Un cas de lipard est également répertorié en Italie. Le premier cas relaté date de 1910. Les naissances les plus célèbres de léopons sont survenues au Koshien Hanshin Park au Japon où un programme d'élevage avait été formé. Cinq hybrides y sont nés.

## Apparence
Le mâle mesure entre 1,30 m et 2,20 m (sans la queue, d'environ 100 cm) avec une hauteur au garrot d'un petit mètre, pour une masse corporelle comprise entre 90 kg et 155 kg. La femelle est plus chétive.
Son corps est de couleur fauve, presque or, et possède une multitude de taches et de rosettes noires à la naissance qui vont avoir tendance à brunir avec l'âge. À l'extrémité de sa queue apparaît une petite touffe de poils. Le mâle, contrairement à la femelle, va voir apparaître une légère crinière qui le rendra plus imposant.

## Comportement
L'étude du comportement du léopon n'est pas facile, au vu du faible nombre d'individus étudiés (tous captifs).

## Milieu de vie

### Habitat
Bien qu'animal essentiellement captif, le léopon préférera un milieu proche de la savane et la proximité d'arbres[réf. nécessaire].

### Répartition géographique
La preuve formelle de l'existence de léopons sauvages n'étant pas donnée, on parlera plutôt de probabilité de répartition. Cela correspond simplement aux zones communément côtoyées par les lions et les panthères, c'est-à-dire l'Afrique subsaharienne et l'Asie du Sud.

## Folklore
Le Marozi, lion tacheté issu du folklore africain, pourrait être le résultat d'une hybridation naturelle entre lions et léopards. Ce serait donc un léopon (ou liard) sauvage.

## Panthera leopardus?
En tant qu'animal hybride, le léopon est stérile, il ne peut donc être considéré comme une espèce à part entière.